# Ropalidia spatulata
Ropalidia spatulata – gatunek błonkoskrzydłych z rodziny osowatych i podrodziny Vespinae.
Gatunek ten opisany został w 1941 roku przez Jacobusa van der Vechta, który jako holotyp wskazał samca z lasu Wayalar w Kerali. Wcześniej okaz z tego gatunku oznaczono błędnie jako Vespa ferruginea. Ponadto gatunek mylony był z R. marginata.
Samice mają ciało długości od 11 do 13 mm, prawie całkiem pokryte silnym i gęstym punktowaniem, ubarwione głównie rudobrązowo z szeroką, żółtą plamą na drugim segmencie metasomy. Głowa samicy wyraźnie szersza niż wyższa. Na przodzie mesopleuron z dobrze widocznym poziomym żeberkiem. Zbieżne ku wierzchołkowi żeberka znajdują się u nasady pozatułowia. U samców ostatni człon czułków ponad dwukrotnie dłuższy niż szerszy i silnie zakrzywiony, a edeagus szeroko szpatułkowaty u szczytu i kanciasto rozszerzony w pewnej odległości od niego.
Owad znany z Nepalu, Indii i Pakistanu.